# Ampliación Gabriel Tepepa, Cuautla
Ampliación Gabriel Tepepa är en ort i Mexiko.   Den ligger i kommunen Cuautla och delstaten Morelos, i den sydöstra delen av landet, 70 km söder om huvudstaden Mexico City. Ampliación Gabriel Tepepa ligger 1 322 meter över havet och antalet invånare är 219.
Terrängen runt Ampliación Gabriel Tepepa är kuperad åt sydost, men åt nordväst är den platt. Runt Ampliación Gabriel Tepepa är det ganska tätbefolkat, med 222 invånare per kvadratkilometer. Närmaste större samhälle är Cuautla Morelos, 2,2 km norr om Ampliación Gabriel Tepepa. Omgivningarna runt Ampliación Gabriel Tepepa är en mosaik av jordbruksmark och naturlig växtlighet.